# Tataka politzari
Tataka politzari är en insektsart som beskrevs av Irena Dworakowska 1979. Tataka politzari ingår i släktet Tataka och familjen dvärgstritar. Inga underarter finns listade i Catalogue of Life.